# História da economia
A história da economia é o ramo da história que estuda os fenómenos económicos no passado, e também o ramo da economia  que estuda os factos do passado à luz da análise económica. Dado que as ciências sociais não são suscetíveis à experimentação em laboratório, as situações passadas e os dados recolhidos sobre elas podem servir para elaboração de hipóteses verificáveis.
A análise da história económica é feita usando uma combinação de métodos de história, métodos estatísticos e pela aplicação da teoria económica às situações históricas.
Inclui a história da administração, história das finanças e sobrepõe-se com áreas da história social tais como a história da demografia e a história do trabalho.
A história económica quantitativa (econométrica) também é referida como cliometria. 
A história económica quantitativa teve uma maior importância nas décadas de 60 e 70. Mais recentemente tem tido pouca expressão nos departamentos de história, e também tem sido negligenciada nos departamentos de economia.

### O que é história econômica?
A História Econômica é uma área de estudo que investiga como as atividades econômicas (produção, comércio, trabalho e consumo) se desenvolvem ao longo do tempo. Ela busca entender como as pessoas, as sociedades e os sistemas econômicos mudaram em diferentes contextos históricos. A disciplina combina conhecimentos da História e da Economia: enquanto a História oferece a compreensão dos contextos sociais, políticos e culturais, a Economia fornece ferramentas para analisar comportamentos relacionados à riqueza, recursos e escolhas. No entanto, a História Econômica não trata apenas de aplicar teorias econômicas ao passado: ela procura entender as decisões e ações das pessoas com base nas condições reais e específicas de cada época. 
Entre os temas mais comuns da História Econômica estão o crescimento das economias, as transformações nos sistemas de produção (como a passagem do feudalismo para o capitalismo), a industrialização, as crises econômicas, a distribuição de renda e o papel das instituições econômicas, e o comércio. Os pesquisadores da área utilizam uma variedade de fontes, que podem ser documentos fiscais, registros de preços, inventários, entre outras. Como nem sempre há dados completos, é preciso interpretar essas fontes com cuidado e com atenção ao contexto histórico. Assim, a História Econômica nos ajuda a entender como chegamos aos modelos econômicos atuais, mostrando que a economia está profundamente ligada às mudanças sociais, políticas e culturais ao longo da história. 

## Surgimento da História Econômica
A História Econômica surgiu como uma área de estudo no século XIX, em um momento em que tanto a História quanto a Economia estavam se tornando disciplinas mais organizadas. O interesse em entender como as economias evoluíram ao longo do tempo cresceu especialmente durante a Revolução Industrial, quando mudanças rápidas na produção, no comércio e no trabalho despertaram a curiosidade de pesquisadores. No início, historiadores começaram a perceber que os fatos políticos e sociais não podiam ser totalmente compreendidos sem considerar os aspectos econômicos. Ao mesmo tempo, economistas passaram a olhar para o passado para entender como se formaram os sistemas econômicos modernos. Assim, surgiu a ideia de estudar a economia dentro de seus contextos históricos, dando origem à História Econômica.
Com o tempo, a História Econômica se consolidou como uma disciplina própria, sendo ensinada em universidades e desenvolvida por especialistas. No século XX, passou a dialogar cada vez mais com outras áreas, como a sociologia, a demografia e a ciência política, se desenvolvendo de forma interdisciplinar. Dessa forma, a História Econômica nasceu da necessidade de entender como as economias mudaram ao longo do tempo e como essas mudanças afetaram as sociedades — ajudando a construir uma visão mais completa da história.

### A História Econômica e a Economia
Embora interligadas, a História Econômica e a Economia se diferenciam na análise e compreensão das problemáticas, em suas metodologias e nos seus objetivos de estudo. A teoria econômica se constitui da análise de um processo singular no tempo histórico, para tal se divide em subgrupos analíticos como a macroeconomia, microeconomia, economia monetária etc. A teoria econômica privilegia seu estudo ao tempo presente orientando-o para o futuro, através de planificações e previsões, cálculos econométricosque viabilizam a formulação de leis próprias e/ou lógicas dedutivas. Em suas correntes de pensamento, aplica sua análise a sociedade cuja organização da produção se caracteriza pela dinâmica da economia de mercado, assim decorre o objeto de estudo dos economistas clássicos como Adam Smith, John Stuart Mill, David Ricardo, aos modernos como Joseph Schumpeter e Karl Marx.
A História econômica estuda os fatores econômicos traçando um recorte temporal que tem como ponto de partida o passado, já constituído de fatos e acontecimentos concretizados. Entretanto, a História Econômica não se reduz ao estudo do passado “por si”, pois se atenta as mudanças e transformações socioeconômicas inseridas na relação entre o passado e o presente. Desse modo, examina os processos históricos — perpassando por fatores que não são de cunho exclusivamente econômico — enquanto alicerce para a explicação de um todo (social, político, cultural); se concentrando na análise da transformação da sociedade através do tempo, ou seja, vincula-se à identificação e caracterização das causas, das consequências e dos mecanismos da mudança econômica e social, que não se restringe apenas ao passado (longínquo ou próximo).
São objetos de estudo da História Econômica a organização social da produção, o trabalho econômico em seu sentido técnico material, as normas jurídicas, morais e ideológicas etc.

### Desafios metodológicos da História econômica
A história econômica apesar de se diferenciar da economia, apropria-se de teorias econômicas, para construir o seu discurso histórico. Um dos principais desafios do historiador econômico, por tanto, é aplicar tais teorias não para ditar “leis” a um sistema econômico o qual ele raramente é uma testemunha ocular, mas para aproximar-se da realidade analisada através da assimilação momentânea. Assimilação a qual posteriormente deve ser descartada, já que o sistema econômico que o historiador estuda pode não se adequar as teorias nascidas para pensar o capitalismo moderno. Lembrando que diferente do economista, o historiador econômico deve considerar uma série de variáveis não quantificáveis, pois são voláteis ao ímpeto humano que é parte do seu objeto de estudo. Exemplo de variável não quantificável é a mudança religiosa ocorrida na Inglaterra, durante século XVII, no reinado de Henrique VIII que querendo divorciar-se para casar-se novamente rompe com o catolicismo e põe como religião oficial o anglicanismo de viés protestante, essa ruptura afetou politicamente e economicamente as relações da Inglaterra setecentista. Ou mesmo algo de menor magnitude como o naufrágio de uma das embarcações que levavam exportações do Brasil para Europa, a seca que prejudicava a produção agrícola, as epidemias que dizimavam a população, a fome que causava revoltas populares, etc.. 
O historiador econômico, assim como qualquer historiador lida com métodos: o quantitativo (coleta de dados, e sistematização numérica, aquilo que se pode medir), destaca-se a serialização — estabelecer um conjunto documental contínuo e abundante visando a quantificação de seus dados, tendo esta série que ser de um mesmo tipo documental e sem lacunas temporais longas — o qualitativo (análise crítica de comportamentos socioculturais, contextualização). Considerando sempre que quanto mais longínqua a sociedade a qual ele pretende analisar as relações econômicas, mais lacunas terão as fontes as quais ele dispõe para o período de sua pesquisa. 
O método quantitativo para a história econômica é um alicerce que permite a construção de uma hipótese, utilizando os dados numéricos os quais as fontes primarias, como por exemplo um inventário post-mortem, tabelas de preços e salários, etc.. A hipervalorização do método quantitativo é duramente criticada a partir do século XX, entendendo que levar em consideração apenas os dados “concretos” reduz a disciplina a produção de uma história linear, e por vezes anacrônicas. Em contrapartida o método qualitativo auxilia o historiador a analisar a sociedade que investiga como parte de um processo histórico — ou seja, uma ação contínua que não pode ser definida apenas por dados mensuráveis — sendo necessário então para completar sua investigação entender as dinâmicas sociais que possibilitaram o tipo de relação econômica e sistema econômico que ele pesquisa. 
Delimitar um período histórico e um recorte geográfico é essencial para que o historiador econômico selecione suas fontes e compreenda a sociedade a qual o sistema econômico que estuda está inserida. Pois o meio em que o ser humano estabelece essas relações econômicas é o fator determinante para a existência das dinâmicas internas e externas responsáveis pelas transformações nos modelos econômicos. Apenas o diálogo entre dimensões econômicas e a casualidade dos processos históricos permitem o avanço da disciplina de História econômica.  

## Principais teóricos da história econômica

### Karl Marx (1818-1883)
Foi um economista, teórico político, jornalista e revolucionário socialista alemão. Juntamente a Friedrich Engels, desenvolveu o método materialista histórico e dialético  que compreende que a sociedade é definida por fatores históricos e materiais; sendo assim, concebem os fenômenos não somente de acordo com as relações recíprocas e de mútuo condicionamento, mas também levando em consideração o movimento, as mutações e seu desenvolvimento. Dessa forma, para Marx e Engels, há uma relação dialética entre a matéria e o social. Ainda no século XIX, tal método foi utilizado e aplicado pelos teóricos da Escola Historicista Alemã de Economia, servindo enquanto suporte teórico e metodológico para os estudos, ainda em desenvolvimento, aplicados a História Econômica, por não dissociar e/ou isolar a compreensão do econômico sem perpassar pelo apanhado histórico das sociedades. 
Dentre as principais obras de Karl Marx estão: Os Despossuídos (1842), Escritos econômicos e filosóficos (1844), Manifesto do Partido Comunista (1848), O Capital (1867). 

### Caio Prado Jr (1907-1990)
Nascido em São Paulo, foi um historiador, político e ativista brasileiro, sendo filiado ao Partido Comunista Brasileiro (PCB), pelo qual foi eleito deputado estadual em 1947; assumiu a vice-presidência da Aliança Nacional Libertadora, participando ativamente da Revolução de 1930. Enquanto Historiador, desenvolveu obras essenciais para a compreensão do processo de formação histórica do Brasil. Para Caio Prado Jr, a economia é inseparável da história, sendo, pois, um dos precursores da história econômica no Brasil e adepto ao materialismo histórico-dialético enquanto aporte teórico-metodológico para a construção de suas principais pesquisas. Dentre suas contribuições para a historiografia econômica, se destacam as obras: Formação do Brasil Contemporâneo (1942), História Econômica no Brasil (1945), História e Desenvolvimento (1972).

### Fernand Braudel (1902-1985)
Foi um Historiador Medievalista francês, representante da segunda geração da Escola dos Annales. Considerado um dos maiores historiadores modernos, enfatiza o papel dos fatores socioeconômicos na pesquisa e escrita da História, desenvolvendo a ideia da História de longa duração. Para Braudel, a História não se limita ao estudo e registro de eventos isolados, mas busca compreender as estruturas profundas, contínuas e duradouras sob as quais as sociedades são moldadas. Braudel explica o capitalismo mercantil na Europa partindo da ascensão da sociabilidade mercantil, enquanto elemento essencial da circulação capitalista. Braudel sustenta a teoria do sistema-mundo, onde explica a dinâmica política e econômica do capitalismo através da relação centro – periferia, incorporada a uma hierarquia que se apoia na divisão internacional do trabalho35. Dentre suas principais obras, destacam-se: O Mediterrâneo e o Mundo Mediterrâneo na Época de Filipe II (1923-49; 1949 - 66); Civilização Material, Economia e Capitalismo (1955-79); Identidade de França (1970-85); A dinâmica do capitalismo (1977),

### Witold Kula(1916-1988)
Foi um historiador, cientista social e economista polonês, um dos principais precursores no desenvolvimento e formulação da teoria histórica econômica, sendo sua metodologia aplicada ao Materialismo Histórico e Dialético desenvolvido por Karl Marx e Friederich Engels. Kula, em sua obra Problemas e Métodos da História Econômica (1977), abrange a História, os objetos, as problemáticas e a síntese da historiografia econômica, realizando estudos sobre a formação dessa teoria, bem como seu desenvolvimento e contribuição no meio historiográfico. Seus trabalhos se concentraram nas origens da indústria polonesa durante década de 1930, no nascimento e desenvolvimento do capitalismo na Polônia e na teoria econômica do sistema feudal. Destaque para suas obras: Problemas e Métodos da História Econômica (1977), História econômica da Polônia 1864-1918 (1957), A Formação do Capitalismo na Polônia (1955).

### Carlo M. Cipolla(1922-2000)
Foi um Historiador econômico e medievalista italiano. Através da história econômica, examinou as causas de determinados processos e situações econômicas e sociais ao longo da história, tendo em vista os efeitos materiais e concretos. Cipolla foi um dos primeiros a estudar as epidemias e suas consequências socioeconômicas (para além da saúde pública) com base, em particular, nos documentos da magistratura florentina para a saúde. Em 1995, ganhou o Prêmio Balzan de história econômica. Destaque para suas obras: Estudos em História do Dinheiro (1948), História da Economia Italiana: Ensaios sobre História Econômica (1959), Introdução ao estudo da História Econômica (1993).   